# گدازه

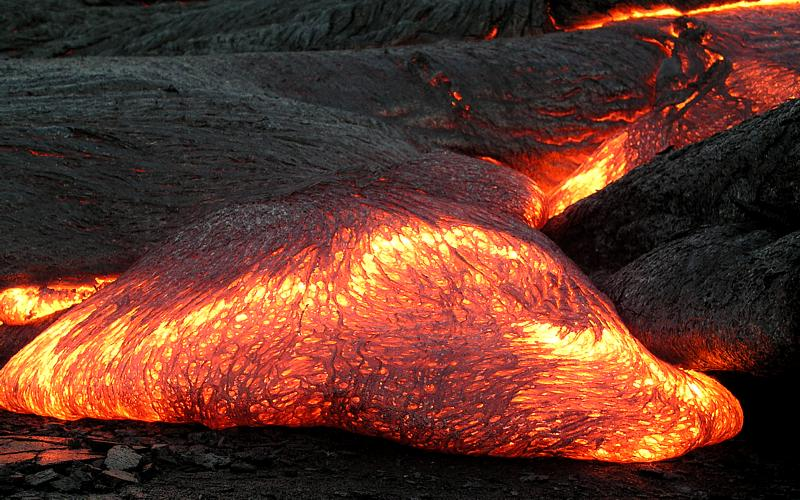
رشته‌گدازه‌ای در هاوایی در سال ۲۰۰۳

گُدازه گونه‌ای ماگما است که بر اثر فعالیت‌های آتشفشانی به سطح زمین راه یابد. به تعریف دیگر آن بخش از تفتال که بر اثر کاهش فشار و فوران مقدار زیادی از گازهای محبوس در خود را از داده است گدازه نامیده می‌شود.
به زمینی مسطح و پهناور که بستر آن از توالی نسبتاً نازک جریان گدازه تشکیل شده و معمولاً بازالتی و ناشی از فوران شکافه‌ای است «دشت گدازه» می‌گویند.
گدازه‌ها را بر پایه میزان سیلیس (Sio۲) موجود در آن‌ها از نظر میزان گرانروی به سه دسته بخش می‌کنند که این امر به دلیل اختلاف تعداد پیوند بین ملکول‌های سیلیس است:
- گدازه بازالت: میزان سیلیس کم (حدود۵۰ درصد). گرانروی کم، نقطه ذوب زیاد.
- گدازه آندزیت: میزان سیلیس متوسط (۶۰ درصد). گرانروی متوسط. نقطه ذوب متوسط.
- گدازه گرانیت: میزان سیلیس زیاد ۷۰ درصد). گرانروی زیاد. نقطه ذوب کم.

اگرچه چسبندگی گدازه می‌تواند تا ۱۰۰۰۰۰ برابر بیشتر از آب باشد، با ویسکوزیته تقریباً مشابه سس کچاپ، گدازه می‌تواند قبل از سرد شدن و جامد شدن فاصله زیادی را طی کند زیرا گدازه ای که در معرض هوا قرار می‌گیرد به سرعت پوسته جامدی ایجاد می‌کند که گدازه مایع باقیمانده را عایق می‌کند و آن را به اندازه کافی گرم و چسبناک نگه دارد که بتواند به جریان خود ادامه دهد.
مهم‌ترین عوامل مؤثر در نوع آتشفشان‌ها عبارت‌اند از ترکیب تفتال-دما و مقدار گازهای محلول در آن‌ها و فشار.

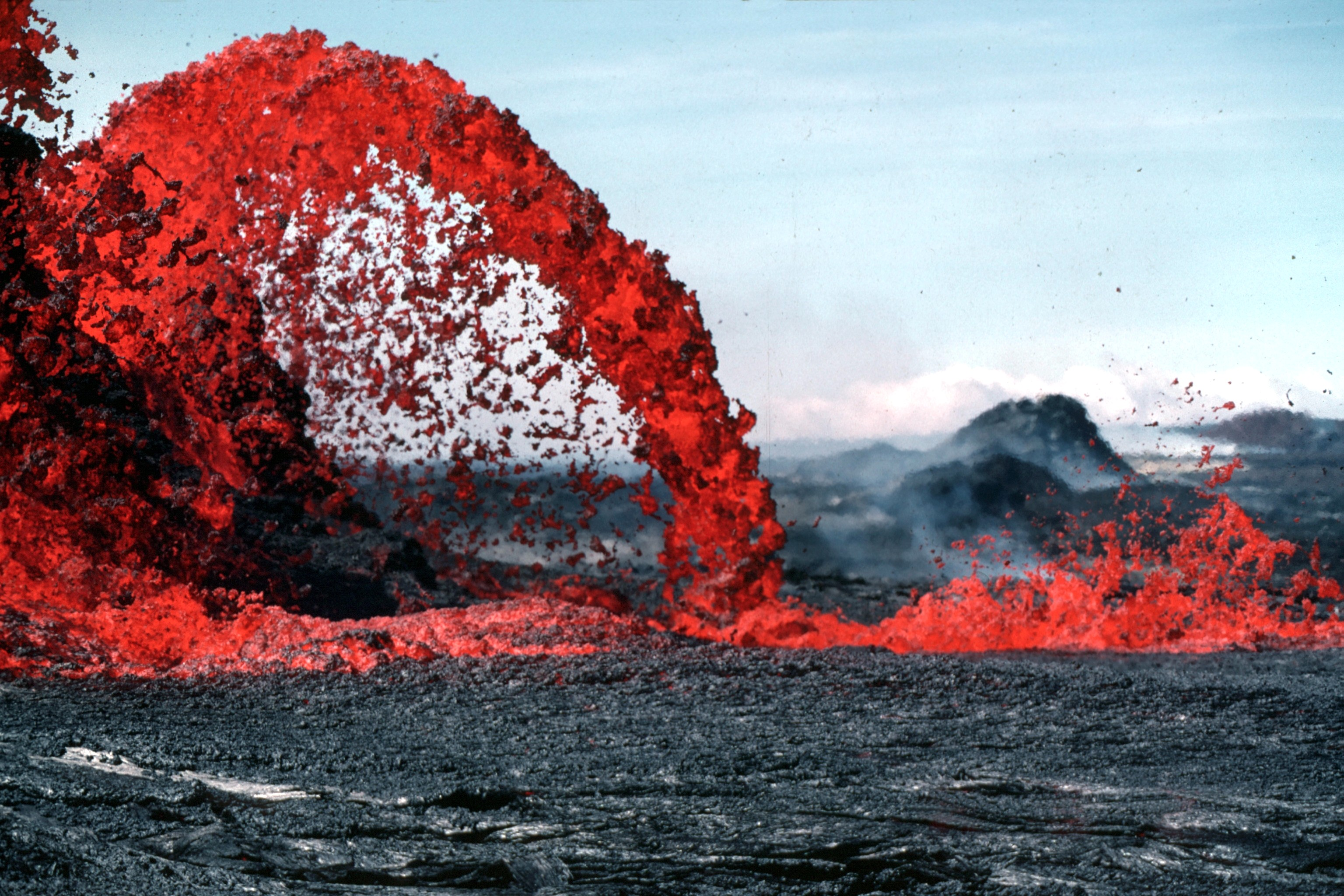
فوران کمانی گدازه آتشفشانی در هاوایی

## قطعه گدازه
قطعه گدازه (به انگلیسی: Block Lava) یا گدازه قالبی ورقه‌ای از گدازه آتشفشانی که سرد شده است، گفته می‌شود بطوری که سطح آن را توده‌ای مرکب از قطعات ریز و خشن تشکیل می‌شود

## اصطلاحات گدازه‌ها
برای توصیف بخش‌ها و انواع گدازه‌ها واژگان گوناگونی به کار می‌رود:
- گدازه ریسمانی[۵]∗ نوعی گدازه بازالتی است که سطحی نرم، موجدار و زبانه‌دار و ریسمانی دارد. این گونه گدازه هنگامی به وجود می‌آید که یک گدازه بسیار مایع‌گون بر روی یک سطح سفت‌شده جریان یابد.
- زبانه گدازه:[۶] یکی از زائده‌های کوچک و گِرد در جلوی جریان گدازه ریسمانیِ در حال حرکت
- خیز گدازه:[۷] بخش کم و بیش سرتخت یک میدان جریان گدازه ریسمانی که در نتیجه فشار گدازه‌های زیر لایه سطحی برآمده شده است.
- خاکریز گدازه:[۸] ورقه‌های سنگ‌پایی از گدازه که بر روی مسیرهای طبیعی خود جریان یافته و خاکریزی جامد به وجود می‌آورد
- حفره:[۹] کاواکی با شکل‌های متنوع در گدازه‌ها که بر اثر به دام افتادن حباب گاز در حین سرد شدن گدازه به وجود می‌آید
- دریاچه گدازه:[۱۰] دریاچه‌ای از گدازه مذاب معمولاً بازالتی در دهانه آتشفشانی
- جریان گدازه:[۱۱] عبارت است از خارج شدن گدازه در طول فوران روان. از سوی دیگر، در فوران انفجاری به جای گدازه، مخلوطی از خاکستر آتشفشانی و قطعات دیگری به نام تفرا ایجاد می‌شود.

## نگارخانه

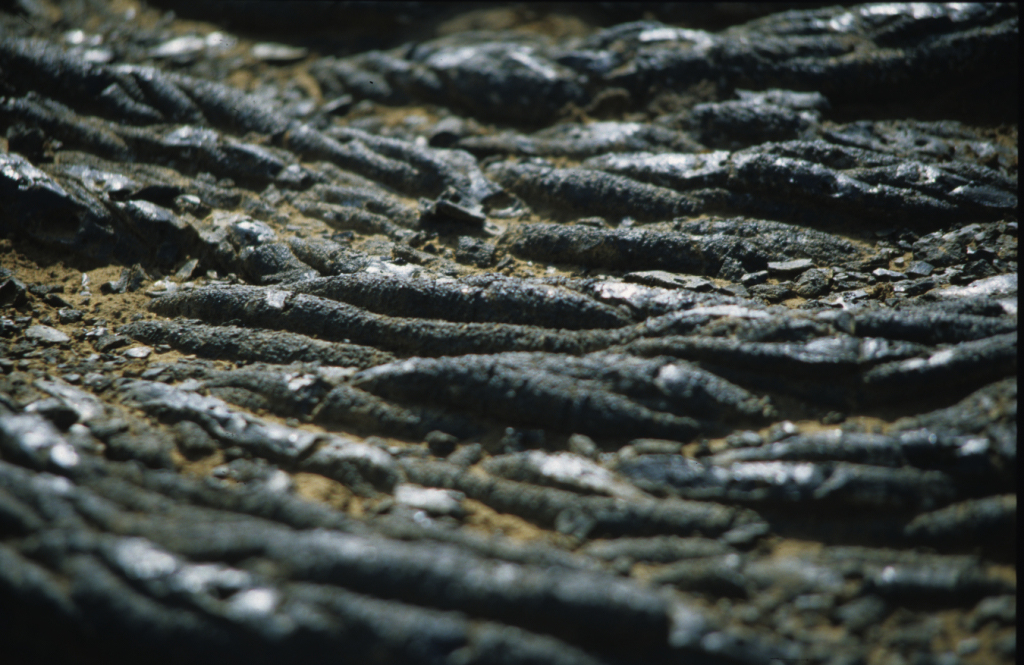
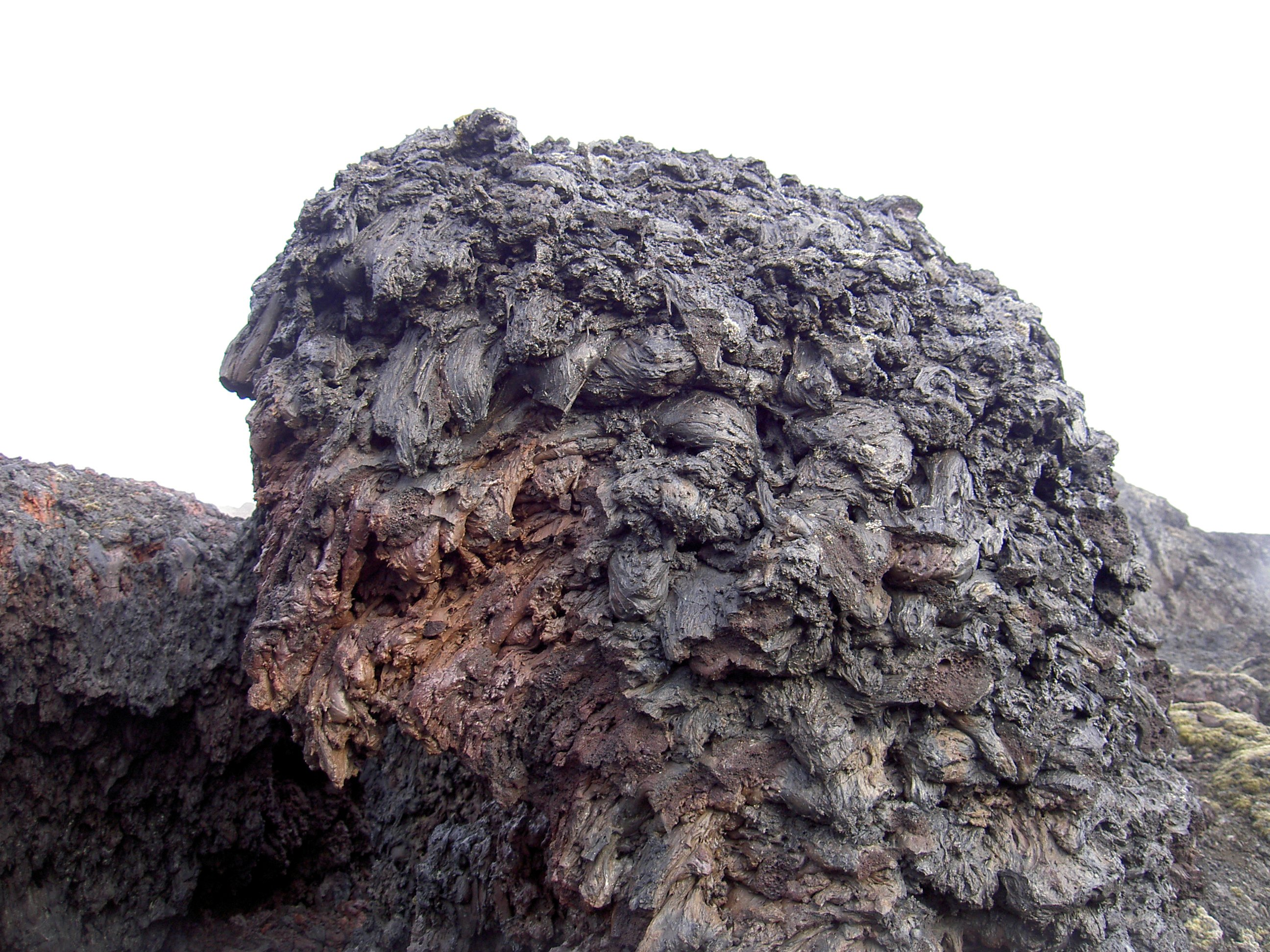
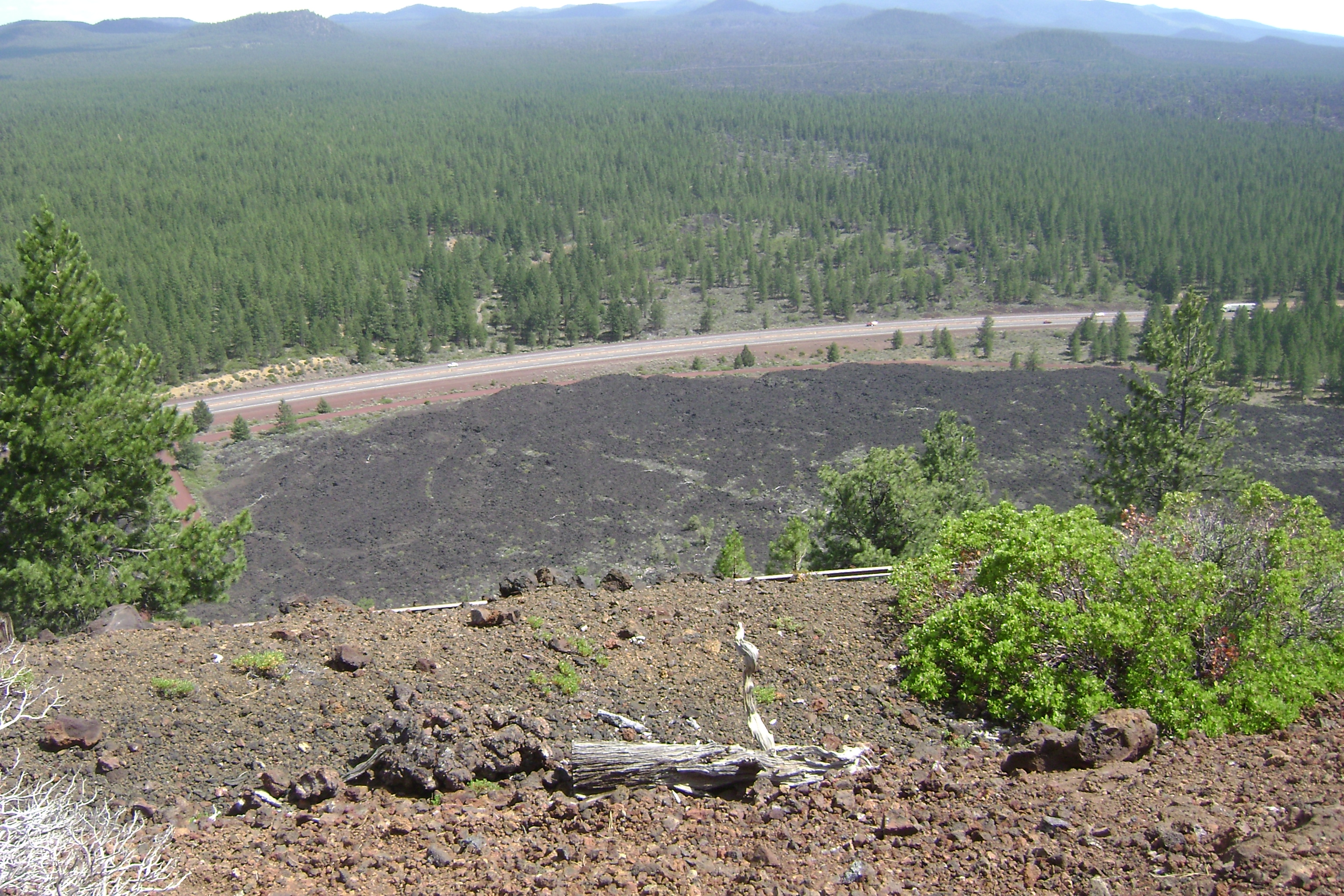
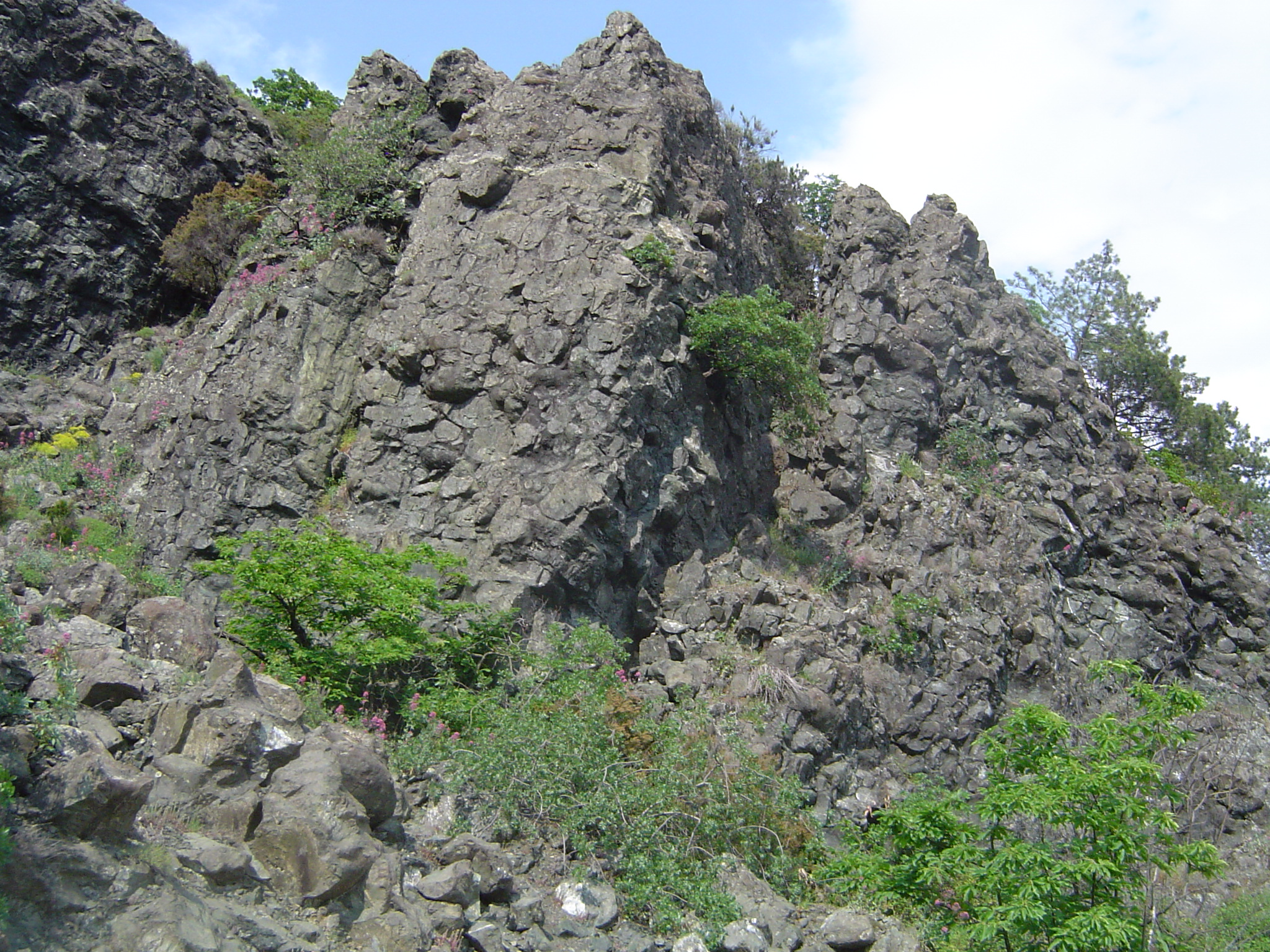